# Bourg-Beaudouin
Bourg-Beaudouin è un comune francese di 777 abitanti situato nel dipartimento dell'Eure nella regione della Normandia.

## Società

### Evoluzione demografica
Abitanti censiti